# Lasioglossum perater
Lasioglossum perater är en biart som först beskrevs av Cockerell 1927.  Lasioglossum perater ingår i släktet smalbin, och familjen vägbin. Inga underarter finns listade i Catalogue of Life.